# Diseconomie di scala
Le diseconomie di scala descrivono il fenomeno in cui l'aumentare della dimensione aziendale provoca un aumento del costo marginale dell'output (bene o servizio) e quindi del costo medio della produzione. Sono molto meno note delle cosiddette "economie di scala" in quanto meno evidenti (per la loro individuazione è necessaria una sofisticata contabilità analitica). 

## Cause
Di seguito sono elencate alcune cause delle diseconomie di scala.

### Costo della comunicazione
Idealmente, tutti i lavoratori di un'azienda dovrebbero comunicare direttamente ciascuno con l'altro in modo da conoscere esattamente cosa gli altri stanno facendo (per ciò che rileva il proprio compito). Ovviamente una impresa con un singolo lavoratore non richiede alcuna comunicazione tra impiegati. Il problema incomincia a porsi quando l'azienda incomincia a disporre di due o più lavoratori; quindi se due lavoratori richiedono un canale di comunicazione diretto un'azienda con tre lavoratori ne richiede tre (tra gli addetti A & B, B & C, e A & C). Di seguito uno schema degli addetti e dei relativi canali diretti richiesti:
| Addetti | Canali di comunicazione |
| ------- | ----------------------- |
| 1       | 0                       |
| 2       | 1                       |
| 3       | 3                       |
| 4       | 6                       |
| 5       | 10                      |

In pratica la crescita dei canali accelera all'aumentare del numero dei lavoratori secondo la legge N(N-1)/2, e questo si riflette in un aumento del tempo (e quindi dei costi) della comunicazione.
Ad un certo punto la comunicazione diretta tra lavoratori diventa ingestibile per cui solo determinati gruppi comunicano tra loro in questo modo (per es. addetti alla produzione con addetti alla produzione, commerciali con commerciali). 
Ciò riduce la velocità con la quale la comunicazione si diffonde, ma non ne arresta, in tempo e denaro il costo. Al contrario, al crescere dell'azienda i costi aumentano a causa degli sforzi che si duplicano e del fatto che la comunicazione si riduce.

### Duplicazione degli sforzi
Un'impresa con un solo dipendente non può avere alcuna duplicazione degli sforzi tra impiegati. Un'impresa con due impiegati può avere una duplicazione degli sforzi, ma essa è improbabile, mentre al contrario è probabile che ognuno dei due sappia cosa sta facendo l'altro. Quando un'azienda cresce fino ad avere migliaia di lavoratori, è inevitabile che qualcuno, o addirittura un gruppo di persone, intraprenda un progetto già portato avanti da un'altra persona o gruppo. La General Motors, ad esempio, sviluppò internamente due sistemi CAD/CAM: CADANCE venne progettato dal GM Design Staff, mentre Fisher Graphics venne creato dall'ex divisione Fisher Body. Questi sistemi simili, dovettero successivamente essere combinati con grande spesa in un singolo strumento, il Corporate Graphics System (CGS). Un'azienda più piccola non avrebbe nemmeno avuto i soldi per permettere uno sviluppo in parallelo così dispendioso, né la mancanza di comunicazione e cooperazione che causò questo evento. Oltre al CGS, la GM usava anche CADAM, UNIGRAPHICS, CATIA e altri sistemi CAD/CAM, aumentando così i costi di traduzione dei disegni da un sistema all'altro. Questa situazione divenne alla fine così ingestibile che la GM acquisì la Electronic Data Systems (EDS) nel tentativo di controllare la situazione. Un'azienda più piccola avrebbe scelto un solo sistema CAD/CAM commercializzato, senza bisogno di combinare o tradurre diversi sistemi.

### Il peso del management
Più impiegati ha un'azienda, più ampia è la percentuale di forza lavoro appartenente al "management". Un'azienda con un solo lavoratore non ha bisogno di alcun manager (si intende manager di persone, non di altre risorse). Un'azienda con cinque dipendenti potrebbe impiegarne uno come manager e gli altri quattro come operai. Se quel manager non fa altro che gestire gli operai sotto di sé, allora la produttività dell'azienda è stata ridotta del 20%. Un'azienda con 21 dipendenti potrebbe avere 16 operai, 4 supervisori e 1 manager. Se né il manager né i supervisori fanno altro, oltre alla gestione dei sottoposti, allora abbiamo ridotto la produttività di 5/21, ovvero il 23,8%. Quindi, più grande è l'azienda, più bassa è la percentuale di "lavoratori di linea". Sicuramente, le compagnie con alti rapporti lavoratori/manager e che hanno "manager che lavorano" (che eseguono altri compiti importanti oltre a gestire le persone sotto di loro) avranno un impatto meno negativo sulla loro produttività, ma l'effetto è comunque presente. I manager sono necessari per gestire un'azienda grande e complessa, ma devono essere considerati un "male necessario" in quanto riducono la produttività complessiva. Si noti anche che i manager di alto livello hanno anche stipendi di alto livello, e ciò nonostante lo scarso rendimento, e quindi costano all'azienda più di quanto il loro numero lascerebbe supporre. Ad esempio, un'azienda con 16 operai a 10€ l'ora, 4 supervisori a 20€ l'ora e 1 mananager a 30€ l'ora, spende 270€ l'ora, di cui 110€ l'ora (il 41%) per il suo management.

### "Politiche di ufficio"
Queste vengono definite come i comportamenti del management che il manager sa essere contrari agli interessi della compagnia, ma che sono nei suoi interessi. Ad esempio, un manager può intenzionalmente promuovere un lavoratore incompetente, sapendo che esso non sarà mai in grado di fargli concorrenza per la sua posizione di lavoro. Questo tipo di comportamento ha un senso solo in un'azienda con più livelli di management. Più sono i livelli, più ci sono opportunità per tale comportamento. In una piccola azienda, un tale comportamento è probabile che causi il fallimento della società, e quindi costare il posto di lavoro ai manager, che quindi non prenderanno tali decisioni. In una grande impresa, un cattivo manager in più o in meno non ha molto effetto sulla salute complessiva dell'azienda, quindi queste "politiche di ufficio" sono nell'interesse del management.

### Isolamento di chi prende le decisioni dai risultati delle proprie decisioni
Se un singolo individuo produce e vende biscotti e decide di provare a farne al sapore di peperoncino, sa immediatamente se ha preso una decisione giusta o sbagliata, basandosi sulla reazione dei clienti. Una persona di una grande azienda che produce biscotti può non sapere per molti mesi se la sua decisione ha funzionato o meno. Per quel momento, potrebbe essere stato trasferito ad un'altra divisione o società del gruppo, e quindi non vedere le conseguenze della sua decisione. Questa mancanza di conseguenze può portare a prendere decisioni errate. 

### Basso tempo di risposta
Facendo l'esempio contrario, il singolo produttore di biscotti saprà immediatamente se la gente inizia a richiedere un'offerta più salutista, come per esempio biscotti con grano integrale, ed è in grado di rispondere il giorno seguente. Una grande azienda ha bisogno di fare ricerca, creare una linea di produzione, determinare quale catena di distribuzione usare, progettare una campagna pubblicitaria, ecc, prima che possa essere fatto qualsiasi cambiamento. Per quel momento i competitori più piccoli potrebbero già aver conquistato quella nicchia di mercato.

### Inerzia (riluttanza al cambiamento)
Questa viene definita come l'atteggiamento dell'"abbiamo sempre fatto così, non c'è alcun bisogno di cambiare" (si veda appello alla tradizione). Una azienda vecchia e di successo è più probabile abbia questo atteggiamento, rispetto ad una nuova che cerca di farsi largo. Mentre "cambiare per avere un cambiamento" è controproducente, il rifiuto di considerare il cambiamento, anche quando consigliato, è dannoso per qualsiasi azienda, poiché inevitabilmente i cambiamenti nell'industria e nelle condizioni del mercato richiedono un cambiamento nell'azienda al fine di conservare il proprio successo.

### Autocompetizione
Una piccola azienda compete solo con le altre, ma una grande azienda spesso scopre che i suoi prodotti competono tra di loro. Una Buick ha la stessa probabilità di rubare clienti ad un altro marchio della General Motors, ad esempio una Oldsmobile, piuttosto che ad un altro produttore. Ciò può spiegare perché il marchio Oldsmobile venne chiuso dopo il 2004. Questa autocompetizione spreca risorse che potrebbero essere usate nel competere con le altre aziende.

### Grandi quote di mercato
Una società con solo l'1% delle quote di mercato può facilmente raddoppiare le vendite in un anno. Una società con il 90% della quota di mercato non può sperare di fare così bene. Può espandersi in altri mercati o industrie, ma ciò significa perdere molte delle economie di scala specifiche del mercato o industria di provenienza.

### Opposizione governativa e dell'opinione pubblica
Tale tipo di opposizione varia in funzione delle dimensioni dell'azienda. Comportamenti di  Microsoft che verrebbero ignorati se provenissero da una piccola azienda, vennero visti come minacce anti-competitive e monopolistiche a causa delle dimensioni di Microsoft, portando all'opposizione del pubblico e a cause intentate da enti governativi.

### Altri effetti legati alle dimensioni
Le grandi aziende tendono anche ad essere vecchie aziende collocate in mercati maturi. Entrambe le cose hanno implicazioni negative per la crescita futura. Le aziende più vecchie tendono ad avere una forza lavoro più anziana e più sindacalizzata, e conseguentemente un costo del lavoro più alto e una produttività più bassa. I mercati maturi tendono ad offrire il potenziale per piccole crescite. Tutti potrebbero comprare una nuova invenzione l'anno prossimo, ma difficilmente compreranno tutti una nuova auto, dato che la maggior parte la possiede già.

## Soluzioni
Le soluzioni alle diseconomie di scala per le grandi aziende prevedono la trasformazione in una o più aziende di minori dimensioni. Ciò può accadere automaticamente quando una compagnia in bancarotta vende le sue divisioni profittevoli e chiude il resto, o può avvenire proattivamente, se il management ne ha la volontà. Tornando all'esempio della fabbrica di biscotti, ad ogni sede periferica può essere permesso di operare in modo relativamente autonomo dalla sede centrale, con le decisioni riguardanti il personale (assunzioni, licenziamenti, promozioni, salari, ecc.) prese dal management locale, e non dettate dall'head office. Anche le decisioni sugli acquisti possono essere fatte in modo indipendente, con ogni sede che può scegliere i propri fornitori, che siano o meno di proprietà dell'azienda (se trovano così la miglior qualità e prezzo). Ogni sede locale potrebbe anche avere la possibilità di scegliere le proprie ricette e farsi il proprio marketing, o può continuare ad affidarsi all'azienda per i propri servizi. Se i dipendenti possiedono una parte della sede locale, avranno anche più interesse nel suo successo. Si noti che tutti questi cambiamenti produrranno probabilmente una sostanziale riduzione del personale della sede centrale e dei servizi di supporto. Per questo motivo, molte imprese ritardano una tale riorganizzazione fino a quando è troppo tardi perché sia efficace.